# Crime et Châtiment (Sternberg, 1935)
Pour les articles homonymes, voir Crime et Châtiment (homonymie).
Pour plus de détails, voir Fiche technique et Distribution.
Crime et Châtiment (Crime and Punishment) est un film américain réalisé par Josef von Sternberg, sorti en 1935.

## Synopsis
En Russie, l'étudiant universitaire Roderick Raskolnikov obtient son diplôme avec mention et bien qu''il soit salué comme une autorité en matière de criminalité, il vit dans la pauvreté. Lorsqu'il apprend que sa famille vient lui rendre visite, il décide de mettre en gage la montre d'héritage qu'il a reçue pour l'obtention de son diplôme. Chez le prêteur sur gages, Roderick voit une jeune prostituée, Sonya, recevoir un seul rouble pour sa précieuse Bible et lorsqu'elle est poussée par le prêteur sur gages, elle perd le rouble. Apprenant qu'elle soutient sa famille seule, il lui donne les roubles qu'il reçoit contre sa montre. Plus tard, la mère et la sœur toni de Roderick, arrivent à son appartement et il apprend qu'ils ont perdu leur emploi parce que son employeur, Grilov, a tenté d'abuser d'elle.
Pour éviter à famille de vivre dans une extrême pauvreté, Toni accepte d'épouser Lushin, un pompeux et vieillissant bourgeois. En colère contre Toni pour s'être vendue à Lushin et ayant désespérément besoin d'argent, Roderick tue le vieux prêteur sur gages cruel et fouille dans sa chambre à la recherche d'objets de valeur. Le lendemain, Roderick est arrêté, non pour le meurtre du prêteur sur gages mais pour un loyer en retard. L'inspecteur Porfiry, qui a hâte de faire la rencontre avec l'expert criminel, lui il demande d'observer attentivement l'interrogatoire d'un prisonnier innocent soupçonné du meurtre du prêteur sur gages.
Porfiry, qui a résolu tous les crimes qui lui ont été confiés, confie à Roderick qu'il est prêt à envoyer un innocent en prison afin de maintenir son bilan stable. Plus tard, Roderick se rend au bureau d'un journal et le rédacteur en chef, enthousiasmé par la réponse au dernier article de Roderick, accepte de lui donner 1 000 roubles pour un autre article. Certain de ne pas être soupçonné du crime, Roderick retourne voir sa famille, où il se moque de Lushin et ce faisant, met fin aux fiançailles de Toni. Pendant ce temps, Sonya est interrogée par Porfiry et ses soupçons sur Roderick sont éveillés. Ce dernier se présente alors au poste de police et Porfiry s'invite à rencontrer sa famille, qu'il questionne avec véhémence jusqu'à ce que Roderick l'oblige à s'excuser. Plus tard, Grilov arrive et dit à Roderick qu'il est maintenant veuf et qu'il offre alors à Toni 500 roubles en compensation de ses actes.
Maintenant tourmenté par sa conscience, Roderick rend visite à Porfiry, qui avoue qu'il le soupçonne, cependant, l'homme innocent avoue, ce qui amène Roderick à se sentir plus coupable. Roderick se rend chez Sonya et la terrifie avec des propos fous alors qu'elle commence à lui lire la Bible. Ne pouvant plus endurer sa culpabilité, Roderick avoue tout pendant que Grilov écoute à l'extérieur de la porte. Grilov essaie alors de faire chanter Toni, mais cède quand il voit sa haine de lui. Pendant ce temps, Roderick retourne à son appartement et trouve Porfiry, qui l'accuse du crime et menace d'envoyer l'homme innocent en Sibérie et de laisser l'injustice sur la conscience de Roderick.
Roderick se rend chez Toni, qui est maintenant fiancée à son ami Dmitri, et lui demande de s'occuper de leur mère et Sonya en son absence. Alors que Roderick part, Sonya lui demande de quitter le pays avec elle, mais il lui demande de l'attendre et ils se rendent au bureau de Porfiry ensemble.

## Fiche technique
- Titre : Crime et Châtiment
- Titre original : Crime and Punishment
- Réalisation : Josef von Sternberg
- Scénario : Joseph Anthony et S. K. Lauren d'après le roman éponyme de Fiodor Dostoïevski
- Production : B. P. Schulberg
- Musique : R.H. Bassett et Louis Silvers
- Photographie : Lucien Ballard
- Montage : Richard Cahoon (en)
- Décors : Stephen Goosson
- Costumes : Murray Mayer
- Pays d'origine :  États-Unis
- Format : Noir et blanc - Mono
- Genre : Drame
- Durée : 88 minutes
- Date de sortie : États-Unis : 22 novembre 1935

## Distribution

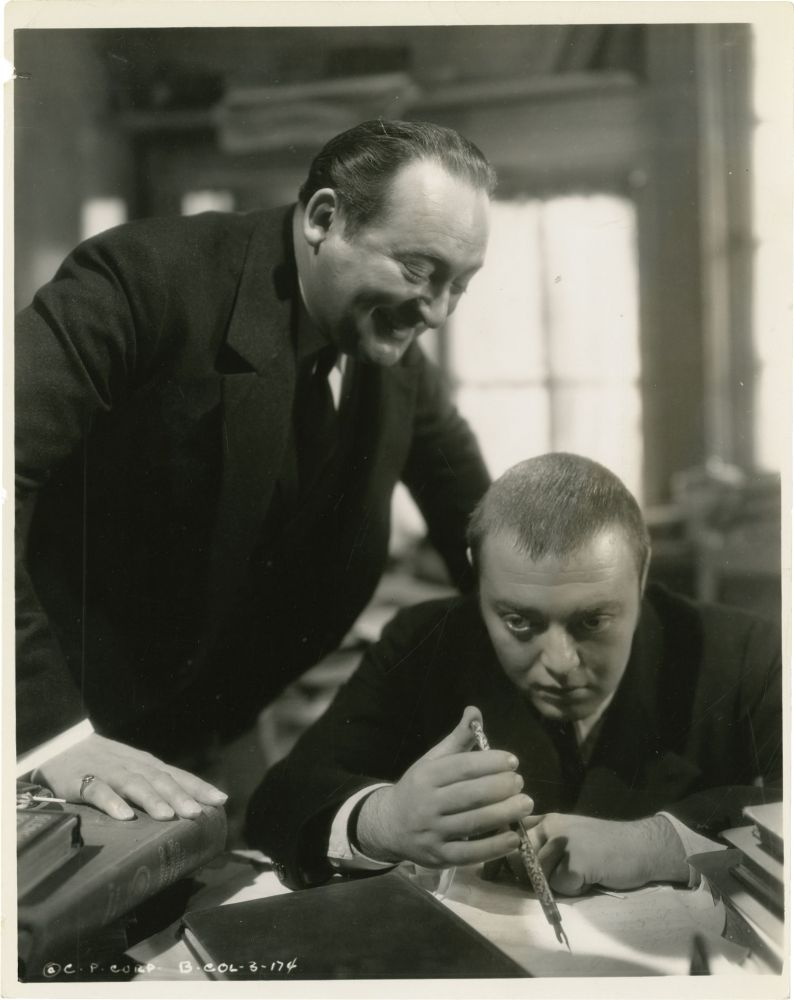
Edward Arnold et Peter Lorre dans une scène du film.

- Peter Lorre : Roderick Raskolnikov
- Edward Arnold : Insp. Porfiry
- Marian Marsh : Sonya
- Tala Birell : Antonya Raskolnikov
- Elisabeth Risdon : Mme Raskolnikov
- Robert Allen : Dmitri
- Douglass Dumbrille : Grilov
- Gene Lockhart : Lushin
- Charles Waldron : Président de l'université
- Thurston Hall : Éditeur

Acteurs non crédités
- Davison Clark : Policier
- Rafaela Ottiano : Propriétaire

## Autour du film
Un autre film, portant le même titre est sorti la même année, voir : Crime et Châtiment de Pierre Chenal.